# ولاية ننكرهار
ولاية ننكرهار (ننگرهار: بالباشتو والفارسية) من إحدی الولايات الـ 34 بأفغانستان تقع شرقي البلاد مع الحدود الباکستانية. عاصمتها مدينة جلال آباد ويصل عدد سکانها إلی أکثر من 1,436,000 نسمة، ومساحتها 7727 کيلو متر مربع. يتحدث معظم سکانها لغة الباشتو حيث أنها تعد معقل البشتون والآدب البشتوني في أفغانستان. انفصلت عنها لغمان وکونر في السابق وأصبحتا ولايتين مستقلتين.
ترعرعت الديانة البوذية بننكرهار في قديم الأيام حيث أنها ترکت مخلفاتها ومعابدها هناك تمتد من بلدة بهسود وصولاً إلی مدينة درونتة وسط جبال مرتفعة وقد عثر السکان المحليون هناك علی آثار قيمة وعتيقة تعود للبوذية وهرّبوها إلی خارج البلاد للبيع و الشراء.
تحتضن ولاية ننكرهار ضريح الملک الأفغاني السابق أمان الله خان والذي نالت في عهده أفغانستان علی الاستقلال والسيادة من الاحتلال الإنجليزي.

## الجغرافيا والترکيبة الإدارية
تعد ننكرهار من الأقاليم الرئيسية والحدودية في البلاد وذات أهمية إستراتيجية خاصة نظراً لقربها إلی العاصمة كابول وباکستان. ترتفع ننكرهار 600 متر عن مستوی البحر. تحدّها کونر ولغمان شمالاً، کابول ولوکر غرباً وباکستان جنوباً وشرقاً. مناخها حار جداً في الصيف ومعتدل في الشتاء مع تساقط أمطار ولا ثلوج إلا في الجبال المرتفعة. تشتهر ننكرهار بوجود جبال تورا بورا الوعرة التي شهدت أشرس وأعنف المعارک بين مقاتلي القاعدة وطالبان وقوات التحالف أواخر عام 2001. قامت الطائرات الأمريکية ولا سيما قاذفة بي 52 العملاقة بقصف ودكّ منطقة تورا بورا لإجبار عناصر القاعدة المتحصّنة هناك بالخروج والاستسلام ولکن المعارك استمرت لأسابيع عدة وهرب زعيم تنظيم القاعدة أسامة بن لادن علی ما يبدو مع عدد غير معروف من مرافقيه من المنطقة.

## السياسة
يحكم ولاية ننكرهار (( سلیم خان قندوزي )) - والي ولایة ننكرهار - 

## تتقسم ولاية ننكرهار إلی بلدات التالی
جلال آباد، سرخ رود، حصارک، شيرزاد، خوکيانی، شبرهار، بتشير واکام، هسکة مينة، سبین غر، رودات، أجين، نازيان، دُربابا، شينواري، مومند درة، کوشتة، بهسود، کامة، درة نور، شيوة، أکام، غنی خيل ولال بور.

## المناخ
ننكرهار ذات طقس متوسطي وتقع تحت خط الاستواء وهي بذلك تشتهر بکثرة الرطب، الرمان، البرتقال، القمح، الذرة وفواکه وخضراوات عدة والتي تشکّل موادها التصديرية إلی معظم الأقاليم المجاورة لا سيما کابول.
يحكم الإقليم حاليا ( سلیم خان قندوزي ) -

## الطرقات
يمر وسط ننكرهار شارع کابول – تورخم الرئيسي والذي يصل إلی باکستان وبالتحديد إلی مدينة بيشاور.